# Hans Rosendahl
Hans Viktor Rosendahl (Katrineholm, Suecia, 27 de diciembre de 1944 - Katrineholm, Suecia, 23 de noviembre de 2021) fue un nadador sueco, especializado en pruebas de estilo libre. Fue subcampeón de Europa en 400 metros libres durante el Campeonato Europeo de Natación de 1962.

## Palmarés internacional
| Campeonato Europeo de Natación | Campeonato Europeo de Natación | Campeonato Europeo de Natación | Campeonato Europeo de Natación |
| Año                            | Lugar                          | Medalla                        | Prueba                         |
| ------------------------------ | ------------------------------ | ------------------------------ | ------------------------------ |
| 1962                           | Leipzig ( Alemania)            | Medalla de plata               | 400 m libre                    |
| 1962                           | Leipzig ( Alemania)            | Medalla de oro                 | 4 × 200 m libres               |